# Халді

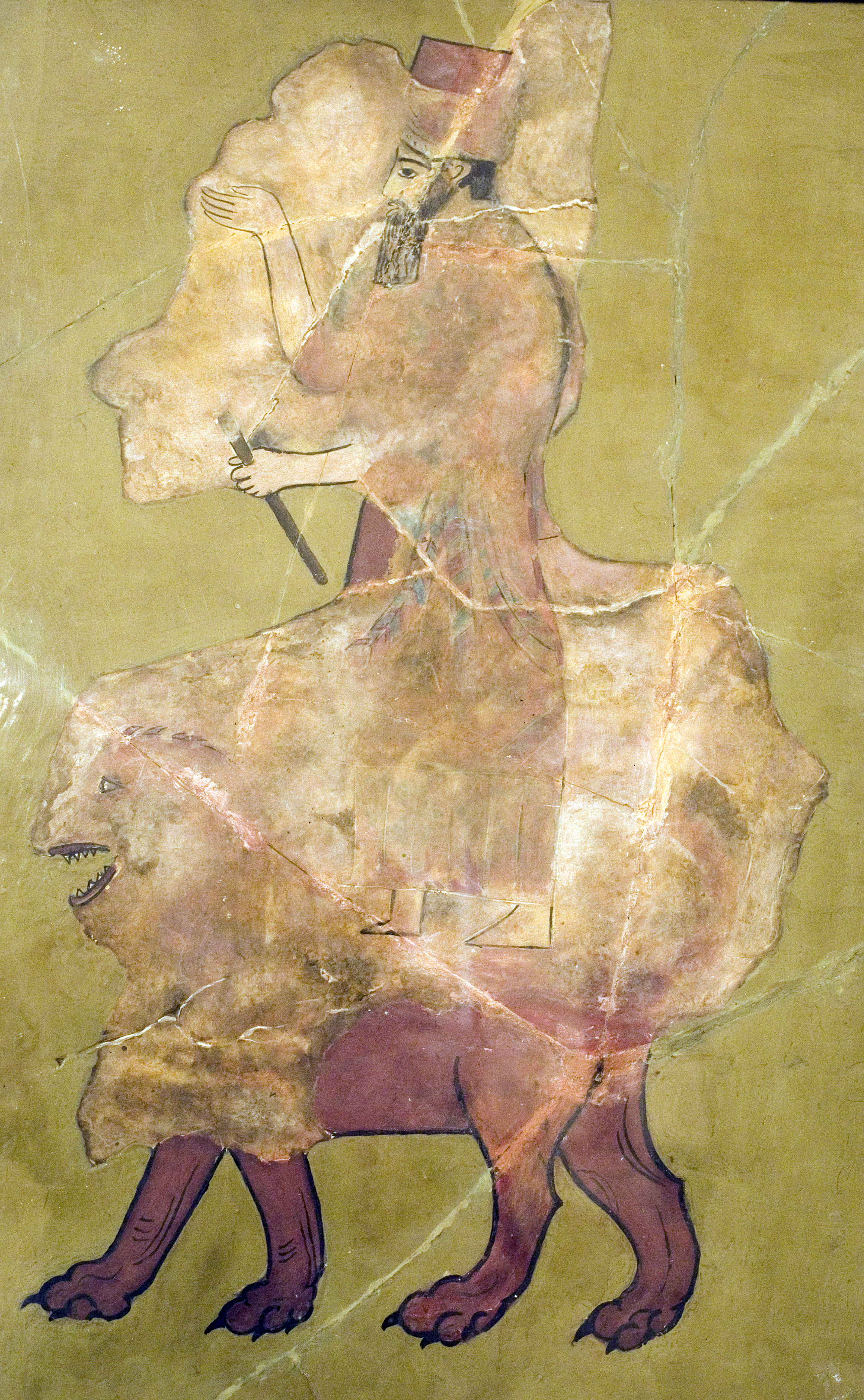
Зображення бога Халді, Арін-Берд, Історичний музей Вірменії

Халді (Халд, урарт. Dḫal-di)  — верховне божество урартського пантеону. Очолював головну тріаду урартських богів, куди також входили бог грози і війни Тейшеба і бог Сонця Шівіні. Дружиною бога Халді вважалася богиня Арубаіні, верховне жіноче божество урартів.

## Походження
Урартська релігія була переважно запозичена урартами в Месопотамії. З основних богів Урарту власне лише бог Халді, на думку науковців, має суто урартське походження. За найпоширенішою сьогодні версією в науці, урартські племена (хуритського походження, відомі також як народ Наірі) примігрували на Вірменське нагір'я з області Ровандуз (на території сучасної іранської області Західний Азербайджан й принесли на майбутню територію Урарту культ місцевого для Ровандуза бога Халді. Етимологія слова «Халді» до кінця не з'ясована. Близькість хурито-урартських мов до нахсько-дагестанських робить можливим припущення про зв'язок цього слова зі словом «hal-» з деяких кавказьких мов, що означає «небо». У цьому випадку «Халді» міг означати «небесний». Священним містом бога Халді було давнє місто Мусасір, розташоване в сучасному Західному Азербайджані. Після того як Халді став головним божеством новоутвореної держави Урарту, а державна релігія в Урарту була канонізована (в період правління царя Ішпуїні), культ бога Халді в Урарту став схожим до культу ассирійського бога Ашшура. 

## Ритуали та богослужіння
Ім'я бога Халді систематично використовувалося в царських клинописних написах у вступній формалізованій фразі тексту, наприклад: «Могутністю бога Халді, Менуа, син Ішпуїні говорить…». Часом про бога Халді згадувалося як про основного героя військових дій, які проводило урартське військо: «Бог Халді виступив у похід зі своєю зброєю, переміг він країну Ерікуахі, переміг місто Лухіуні, кинув їх перед Менуа. Халді могутній, зброя бога Халді — могутня». Подібні формалізовані згадки бога урарти запозичили в сусідній Ассирії, де аналогічні клинописні звернення використовувалися до бога Ашшура. 
Проголошення молитов Богу Халді супроводжувалося типовими для стародавнього Сходу жертвопринесеннями свійських тварин. За урартськими клинописними текстам обсяг жертвопринесення богу Халді мав становити 17 биків і 34 вівці, максимальна кількість худоби, яку в Урарту використовували для таких церемоній. 
Жертвопринесення відбувалися в храмах бога Халді. Ймовірно кожне урартське місто мало храм, присвячений богові Халді. Такий храм зазвичай будувався на другому за висотою місці всередині головної фортеці. (Перше за висотою місце як правило займав царський палац.) Храм бога Халді зазвичай включав у себе вежу, що дуже віддалено нагадувала зикурат й використовувалася для різних церемоній. Храм був оздоблений різноманітною декоративною (нефункціональною) зброєю, що символізувала зв'язок між волею бога Халді й перемогами урартського війська в боях.
|  |  | Ліворуч: Реконструкція однієї зі стін храму бога Халді, побудованого царем Аргішті I в урартському місті Еребуні. Праворуч: Вівтар для жертвоприношень богу Халді, виявлений під час розкопкок в Топрак-калі, Археологічний музей Стамбула. |

## Зображення бога Халді
Бог Халді зображувався як з бородою, так і без бороди, іноді з крилами, іноді без, але завжди у профіль, що відповідало загальноприйнятому давньосхідному канону. Аналогічно до багатьох значущих богів Месопотамії та Давнього Єгипту бог Халді зазвичай тримав у руках символічні предмети, призначення яких та символіка залишаються нез'ясованими. Деякі дослідники вважали, що символом бога Халді був лев, оскільки божество часто зображувалося стоячи на цій тварині, проте в цьому питанні немає повної ясності, адже трапляються зображення бога Халді на бику або без тварин. Окрім цього в деяких випадках на леві зображувався бог Тейшеба.
| |  |  |
| Ліворуч: Декоративний камінь періоду правління Руси II, що служив цоколем колони в урартському палаці в Адільджевазі. Камінь оздоблений різьбленням із зображенням бога Халді; У центрі: Збільшене зображення бога Халді з цього каменю. Праворуч: Перемальоване зображення бога Халді. Камінь зберігається в Музеї анатолійських цивілізацій в Анкарі. |  |  |

## Згасання культу бога Халді
714 року до н. е. ассирійський цар Шаррукін II в ході тривалого військового походу завдав поразки урартській армії під командуванням Руси II і внаслідок несподіваного маневру захопив та пограбував Мусасір, священне місто бога Халді. Ця подія в поєднанні з початком військово-політичного занепаду Урарту завдала культу бога Халді серйозного удару, який сприяв поступовому його згасанню. В останні роки існування Урарту царські реляції іноді замість бога Халді використовували звернення до бога Тейшеба та навіть до ассирийского верховному богу Ашшура та вавилонського Мардука. Можливо, перенесення столиці Урарту в Тейшебаіні в останні роки існування держави також було пов'язане зі загасанням культу бога Халді та покладанням надій на бога Тейшеба.
В одному з листів ассирійського царя другої половини VIII століття до н. е. (припускають, що це міг бути Тиглатпаласара III, або, що менш ймовірно, Шаррукін II) згадується ассирійський агент Парні-Алді. Висунуто гіпотезу, що його ім'я означає «той, хто володіє фарном від бога Халді», де фарн — іранський релігійний термін, а Алді — діалектна форма імені Халді, про існування якої вказує Г. А. Мелікішвілі.
Як припускає І. М. Дьяконов, пізніше Халді був ототожнений із запозиченим у іранців вірменським богом Міхром.